# Махмудов, Искандар Кахрамонович
Исканда́р Кахрамо́нович Махму́дов (узб. Iskandar Qahramon o'g'li Mahmudov; род. 5 декабря 1963, Бухара, Узбекская ССР, СССР) — российский олигарх, предприниматель, узбекского происхождения, родом из Узбекистана. Основатель и президент Уральской горно-металлургической компании.
Состояние получил в 1990-е благодаря рейдерским захватам. В российском рейтинге богатейших бизнесменов России, опубликованном в апреле 2021 года журналом Forbes, Искандер Махмудов занял 19-е место с состоянием 9,7 млрд долларов. Рост за год — 2,5 млрд долларов. В 2023 году Махмудов с состоянием $7,3 млрд занял в рейтинге Forbes 21 место.
Из-за российского вторжения на Украину находится под санкциями США, Великобритании и других стран.

## Биография
Искандер Махмудов родился в Бухаре в узбекской семье. Детство и юность провёл в Ташкенте. Родители — преподаватели ташкентских вузов; отец Кахрамон Махмудов родом из села Багиафзал Шафирканского района Бухарской области. По их настоянию в 1984 году окончил арабское отделение факультета востоковедения Ташкентского государственного университета. В армии не служил благодаря вузовской военной кафедре.
В 1984—1986 годах работал в Ливии переводчиком группы советских военных советников и специалистов Главного инженерного управления ГКЭС СССР, занимавшегося поставками вооружений. Работал по линии Министерства внешнеэкономических связей СССР. В 1986—1988 годах — переводчик группы советских военных советников в Ираке (в Управлении строительства военных объектов иракского генштаба, см. Ирано-Иракская война). В 1988—1990 годах работал на средних руководящих должностях в Государственной акционерной компании «Узбекинторг» в Ташкенте — монопольной в тот период компании, торговавшей на внешнем рынке хлопком.
К этому времени познакомился с двумя известными ташкентскими «цеховиками» — братьями Львом и Михаилом Черными. Последние, работали с достаточно крупными капиталами, постепенно переходя от выпуска ширпотреба к более серьёзному «сырьевому бизнесу». Позднее Махмудов переехал в Москву, где начал сотрудничать в «алюминиевом бизнесе» братьев Черных, входил на правах младшего партнёра в менеджмент зарегистрированной в Лондоне компании братьев Trans World Group (TWG).
С 1991 по июнь 1994 года — заместитель директора по маркетингу АО «Алис». В 1994 году Махмудов ушёл оттуда и самостоятельно занялся продажей меди. С июля 1994 по февраль 1996 года — директор АОЗТ «Промышленно-финансовая компания „Мета Сервис“». В 1994 году Махмудов помогал братьям Чёрным начать бизнес в Казахстане, участвовал в приватизации Павлодарского алюминиевого завода.
В 1996 году занял кресло гендиректора Гайского горно-обогатительного комбината, ведущего предприятия на Урале по добыче медной руды. В 1998—1999 годах, при поддержке Михаила Чёрного, к тому времени расставшегося с братом Львом, создал Уральскую горно-металлургическую компанию (включающую 7 крупных и ряд мелких заводов Урала, «Уралэлектромедь», Среднеуральский медеплавильный завод, Качканарский ГОК и другие предприятия). По данным журнала «Профиль», на начало 2002 года контролировал около 40 % добычи меди в РФ (остальные 60 % — «Норникель»).
Испанская прокуратура предполагала, что в 2001—2004 годах через испанскую компанию «Vera Metallurgica» (зарегистрирована в Аликанте в сентябре 2001 года с уставным капиталом 278,5 тыс. евро; владелец — Михаил Чёрной; директор — Эуген Ашенбреннер, исчез), связанную с УГМК, отмывались преступные деньги (в том числе Измайловской ОПГ) объёмом около 4 млн евро. Связью между УГМК, Русал и Vera Metallurgica может быть тот факт, что компания занималась торговлей металлами. Представители испанской прокуратуры и судья Фернандо Андреу приезжали в РФ для передачи материалов дела российским коллегам и допросов подозреваемых, включая Олега Дерипаску.
Махмудов занимает должность президента УГМК по настоящее время.
Владеет узбекским, таджикским, арабским и английским языками.
Женат вторым браком. Со своей прежней женой Махмудов расстался ещё до переезда в Москву. В браке родился сын Джахангир Искандарович Махмудов (род. 15 января 1987), который является единственным сыном и наследником миллиардера. С 2019 года Джахангир является директором по трансформации УГМК. Вторая жена — Маргарита Ильдусовна Махмудова.

## Бизнес

### Становление капитала
Своё изначальное состояние Искандар Махмудов сделал в 1990-е годы «в ходе кровавых войн за металлургические заводы Урала и Сибири, сделавших миллиардерами Олега Дерипаску и Владимира Лисина». По оценке издания Forbes Махмудов был «одним из самых отчаянных рейдеров» девяностых.

### «Трансойл»
В 2012 году Махмудов и его деловой партнёр Андрей Бокарев приобрели 13 % собственности в ООО «Трансойл» у Геннадия Тимченко. «Трансойл» является железнодорожным оператором в России. Компания является одним из крупнейших железнодорожных перевозчиков нефти и нефтепродуктов в России. Общий объём продаж для «Трансойл» за первые три квартала 2012 года составил до 51,1 млрд руб. Компания много лет сотрудничала с «Роснефтью», в 2019 выиграла крупнейший в том году тендер на перевозку 5,6 млн т светлых нефтепродуктов с самарских НПЗ на сумму 6,6 млрд рублей.

### «Трансмашхолдинг»
АО «Трансмашхолдинг», холдинговая компания, принадлежащая частично Махмудову, является производителем подвижного состава для железных дорог и метрополитенов в России. Компания владеет заводами в Санкт-Петербурге, Брянске, Пензе, и в Московской, Ростовской и Тверской областях. Холдинг производит локомотивы, грузовые и легковые автомобили, электропоезда, пассажирские вагоны и другие виды тяжёлой техники.
В ноябре 2012 года было объявлено, что ТМХ увеличил свою чистую прибыль на 9 % до 2,69 миллиарда рублей. Компания также сократила свои долгосрочные обязательства на 39 % В ноябре 2012 года Анатолий Ледовских, бывший руководитель Федерального агентства по недропользованию, был избран председателем совета директоров «Трансмашхолдинг».
В ноябре 2012 года Alstom приобрела блокирующий пакет акций ТМХ за 422 млн долларов.
По состоянию на 2018 год, компаниям, принадлежащим Махмудову, Андрею Бокареву, Дмитрию Комиссарову и Кириллу Липе принадлежит 79,4 % капитала АО «ТМХ», контролирующими акционерами являются Комиссаров и Липа.

### «Желдорреммаш»
В феврале 2012 года РБК daily сообщил, что «Трансмашхолдинг» через свои вспомогательные службы приобрел 75 % «Желдорреммаша», дочерней компании ОАО «Российские железные дороги», основного игрока на российском рынке ремонта локомотивов.

### Kunovice Aircraft Industries
УГМК является владельцем контрольного пакета акций чешской авиастроительной компании Kunovice Aircraft Industries. В 2012 году Министерство обороны России предполагало использовать самолёт L-410 для обучения пилотов, которые затем будут тренироваться на новых больших самолётах Ил-476. Kunovice вела переговоры на поставку 8 самолётов в 2013 году.

### «Аэроэкспресс»
Махмудов владеет долей 17,5 % в ООО «Аэроэкспресс» — оператора услуг перевозок по железным дорогам между Москвой и аэропортами Шереметьево, Домодедово и Внуково. Ещё 25 % «Аэроэкспресса» находится в собственности ОАО «РЖД».

### «Московская пассажирская компания» и «ЦППК»
В 2011 году «Московская пассажирская компания», находящаяся в собственности И. Махмудова и А. Бокарева, купила 25 % акций ОАО «Центральная пригородная пассажирская компания», которая обеспечивает 56 % всех пригородных перевозок в России. В декабре 2012 года «Московская пассажирская компания» стала победителем тендера на покупку ещё 25 % акций ОАО «ЦППК». Эта покупка увеличит капитализацию «Московской пассажирской компании» до 50 %. В 2011 году «ЦППК» получило 24 млрд рублей выручки и 4,7 млрд рублей прибыли.

### Общественное питание
УГМК является владельцем 100 % акций ресторанного холдинга «Food Service Capital», в который входят «Единая сеть питания», обслуживающая пассажиров поездов «Сапсан», 17 стейкхаусов, 3 рыбных заведения, 6 пивных и 8 бургерных.

### Аграрное хозяйство
В 2024 г. связываемое с предпринимателем «Агрохолдинг Просторы» приобрело растениеводческий холдинг «Дон-Агро» и владельца 11 сельхозкомпаний (среди них - производители риса, других круп и мраморной говядины) «Инвестком», став владельцем 400-450 тыс. га пахотных земель и войдя в 10-ку крупнейших землевладельцев в России.

### Оценка состояния
По оценкам журнала Forbes.
| Показатель         | 2011 | 2012 | 2013 | 2014 | 2015 | 2016 | 2017 | 2018 | 2019 | 2020 | 2021 | 2022 | 2023 | 2024 |
| Состояние (млрд $) | 9,9  | 8,2  | 8,7  | 6,1  | 3,5  | 4,0  | 6,5  | 7,3  | 6,6  | 7,2  | 9,7  | 3,6  | 7,3  | 8,3  |
| Место (в России)   | 12   | 16   | 15   | 23   | 29   | 21   | 19   | 16   | 18   | 16   | 19   | 31   | 34   | 21   |

## Международные санкции
26 сентября 2022 года, на фоне вторжения России на Украину, «в ответ на проведение российским режимом фиктивных референдумов», Махмудов внесён в санкционные списки Великобритании за поддержку или получение выгоды от правительства России. По аналогичным основаниям попал под санкции Украины и Новой Зеландии. Ранее Махмудов был внесён ФБК в список коррупционеров и разжигателей войны, с предложением введения против него международных санкций за «финансирование агрессивной войны России против Украины или управление финансами в интересах путинского режима».
Искандар Махмудов и Андрей Бокарев продали контролирующие акции ОАО «УГМК», АО "УК «Кузбассразрезуголь», АО «Восточный порт», АО «Ростерминалуголь» и вышли из состава их советов директоров.
14 сентября 2023 года, в ответ на российское нападение на Украину, включён в блокирующий санкционный список США, так как он является владельцем ОАО «УГМК» и входит в состав совета директоров других российских металлургических и горнодобывающих компаний, а также владеет несколькими российскими финансовыми компаниями, кроме того он «имеет связи с российской организованной преступностью». Также под американские санкции попал сын Махмудов Джахангир Искандарович.
13 июня 2025 года внесён в санкционный список Канады лиц, которые по данным «Фонда борьбы с коррупцией», поддерживали нападение на Украину, либо извлекали выгоду от войны.

## Ситуация вокруг мусорного полигона во Владимирской области
В 2017 году областная комиссия одобрила инвестиционный проект компании ООО «Сантар», принадлежащей сестре Махмудова, Зилоле Махмудовой, строительства мусорного полигона в поселке Филипповское Киржачского района Владимирской области, что вызвало недовольство со стороны местных жителей. После полугода протестов, компания Махмудова отказалась от строительства «принимая во внимание крайне чувствительное отношение к проекту со стороны жителей».
Так же разразился крупный скандал связанный с землей, на которой планировалась стройка. В советское время эти участки были переданы Мытищинскому машиностроительному заводу, который в 1992 году вошёл в АО «Метровагонмаш», одним из совладельцев которого является Махмудов. В 2015 году АО добилось, чтобы земли исключили из госсобственности, позже выкупило их и перепродало своей же дочерней компании которой владеет муж племянницы Махмудова, Музаффар Сайидганиев. В декабре 2019 года Арбитражный суд Владимирской области признал сделку незаконной и постановил изъять все четыре участка в пользу государства.

## Награды
- Орден «За заслуги перед Отечеством» IV степени (4 декабря 2023 года) — за достигнутые трудовые успехи и многолетнюю добросовестную работу[54]
- Медаль ордена «За заслуги перед Отечеством» II степени (1 февраля 2018 года) — за достигнутые трудовые успехи и многолетнюю добросовестную работу[55]